# Aneilobolus endroedyyoungai
Aneilobolus endroedyyoungai is een keversoort uit de familie Hybosoridae. De wetenschappelijke naam van de soort is voor het eerst geldig gepubliceerd in 1983 door Paulian.